# 港口保安
港口保安，全名港口设施保安，是港口单位为预防、应对可能发生的恐怖袭击以及突发状况锁进行的一系列相关准备、应急及善后等工作，是港口安全生产的重要环节之一。港口设施保安具体可以分为安保评估报告编制及审定，安保计划的编制，安保培训和演习等部分。